# La caiguda dels titans
La caiguda dels titans (també Titanomàquia o La caiguda de Llucifer) és un quadre del pintor Cornelis van Haarlem, creat a l'entorn del 1588, comprat pel rei danés Cristià IV, que es troba ara a la Galeria Nacional de Dinamarca de Copenhaguen.
Van Haarlem representa el desenllaç de la Titanomàquia, la guerra de Zeus i els seus aliats els hecatonquirs i els ciclops contra el seu pare Cronos i els seus germans els titans. La Teogonia d'Hesíode és la font principal d'aquest mite, poc reproduït en l'Antiguitat.
En una guerra de sis o deu anys, segons les versions, Zeus i els déus olímpics vencen i llancen al Tàrtar els derrotats: Cronos i els titans, desproveïts eternament del poder.
El tema es representa una mica més a partir de l'edat moderna, com ara en les pintures homònimes de Rubens o Joachim Wtewael, La derrota dels titans de Jacob Jordaens i en una escultura de François Dumont: Tità colpejat.

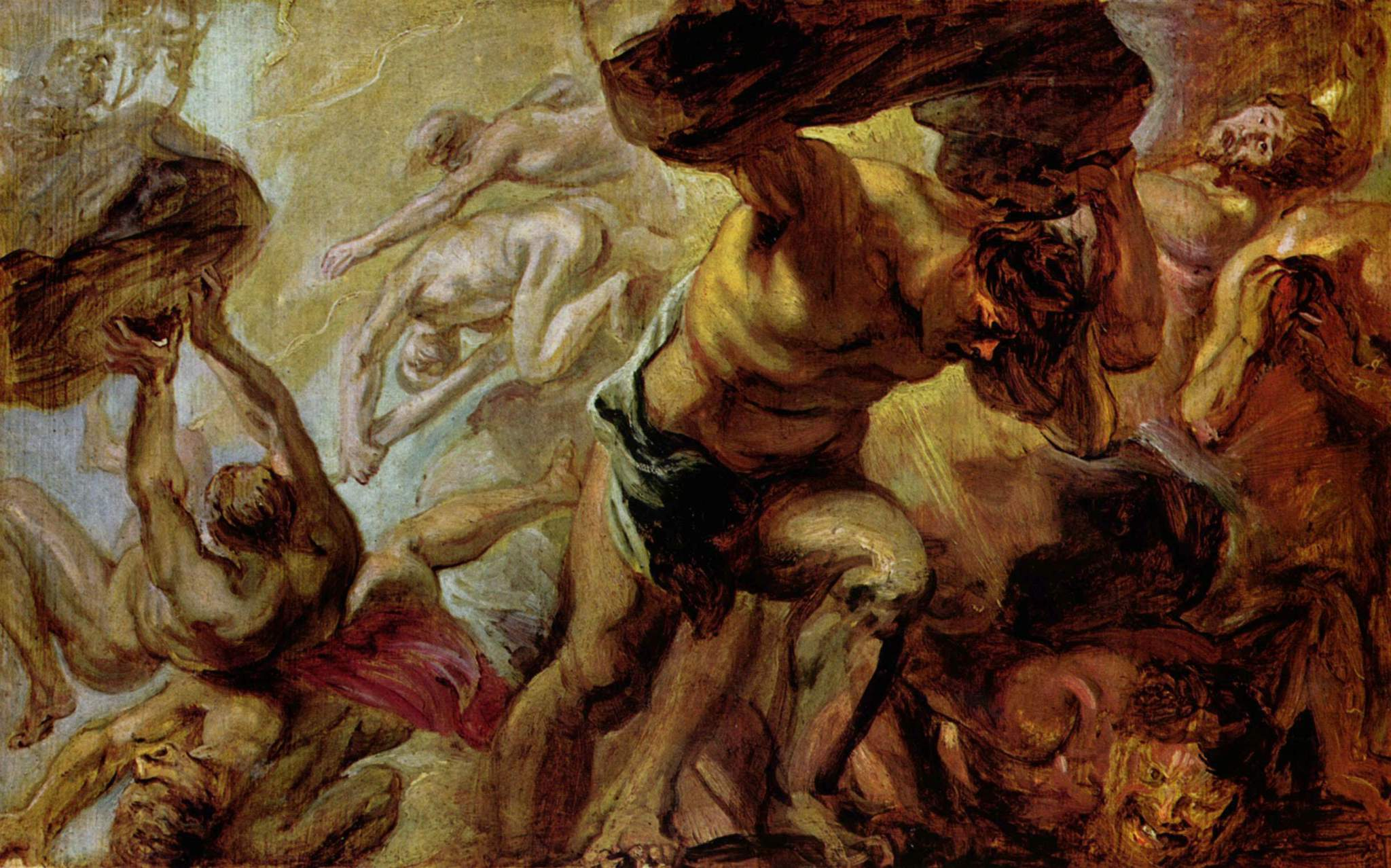
La caiguda dels titanes, 1637, Peter Paul Rubens, Museu Reial de Belles Arts de Bèlgica